# De Soto Parish
Das De Soto Parish (frz.: Paroisse De Soto) ist ein Parish im Bundesstaat Louisiana der Vereinigten Staaten. Bei der Volkszählung im Jahr 2020 hatte das Parish 26.812 Einwohner und eine Bevölkerungsdichte von 11,8 Einwohnern pro Quadratkilometer. Der Verwaltungssitz (Parish Seat) ist Mansfield.
Das De Soto Parish ist Bestandteil der Metropolregion Shreveport-Bossier City am Red River.

## Geographie
Das Parish liegt im Nordwesten von Louisiana, grenzt im Westen an Texas, ist im Norden etwa 80 km von Arkansas entfernt und hat eine Fläche von 2317 Quadratkilometern, wovon 45 Quadratkilometer Wasserfläche sind. Es grenzt an folgende Parishes und Countys:
|                       | Caddo Parish  |                     |
| Panola County (Texas) |               | Red River Parish    |
| Shelby County (Texas) | Sabine Parish | Natchitoches Parish |

### Fließgewässer im Parish
| - Baget Creek - Cypress Bayou - Cypress Branch - Dead Negro Branch | - Pen Bayou - Pigpen Bayou - Spring Branch - Stinkfinger Creek |

## Geschichte

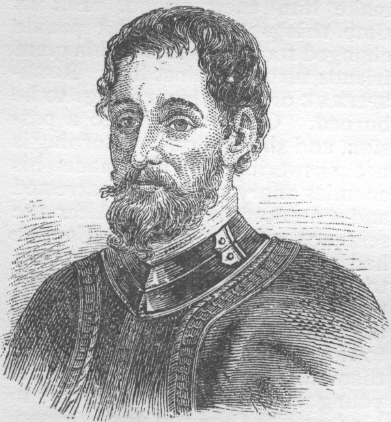
Hernando de Soto

Das De Soto Parish wurde 1843 aus Teilen des Caddo Parish und des Natchitoches Parish gebildet. Benannt wurde es nach Hernando de Soto (etwa 1500–1542), dem Anführer der ersten Weißen am Mississippi.
30 Bauwerke und Stätten des Countys sind im National Register of Historic Places eingetragen (Stand 23. Oktober 2017).

## Demografische Daten
Nach der Volkszählung im Jahr 2000 lebten im De Soto Parish 25.494 Menschen in 9.691 Haushalten und 6.967 Familien. Die Bevölkerungsdichte betrug 11 Einwohner pro Quadratkilometer. Ethnisch betrachtet setzte sich die Bevölkerung zusammen aus 55,97 Prozent Weißen, 42,16 Prozent Afroamerikanern, 0,51 Prozent amerikanischen Ureinwohnern, 0,11 Prozent Asiaten, 0,05 Prozent Bewohnern aus dem pazifischen Inselraum und 0,54 Prozent aus anderen ethnischen Gruppen; 0,66 Prozent stammten von zwei oder mehr Ethnien ab. 1,55 Prozent der Bevölkerung waren spanischer oder lateinamerikanischer Abstammung, die verschiedenen der genannten Gruppen angehörten.
Von den 9.691 Haushalten hatten 33,5 Prozent Kinder und Jugendliche unter 18 Jahre, die bei ihnen lebten. 48,7 Prozent waren verheiratete, zusammenlebende Paare, 18,6 Prozent waren allein erziehende Mütter, 28,1 Prozent waren keine Familien, 25,4 Prozent waren Singlehaushalte und in 11,6 Prozent lebten Menschen im Alter von 65 Jahren oder darüber. Die Durchschnittshaushaltsgröße betrug 2,60 und die durchschnittliche Familiengröße lag bei 3,11 Personen.
Auf das gesamte Parish bezogen setzte sich die Bevölkerung zusammen aus 28,4 Prozent Einwohnern unter 18 Jahren, 8,3 Prozent zwischen 18 und 24 Jahren, 26,3 Prozent zwischen 25 und 44 Jahren, 23,0 Prozent zwischen 45 und 64 Jahren und 14,1 Prozent waren 65 Jahre alt oder darüber. Das Durchschnittsalter betrug 36 Jahre. Auf 100 weibliche kamen statistisch 90,8 männliche Personen. Auf 100 Frauen im Alter von 18 Jahren oder darüber kamen 87,0 Männer.
Das jährliche Durchschnittseinkommen eines Haushalts betrug 28.252 USD, das Durchschnittseinkommen der Familien betrug 33.196 USD. Männer hatten ein Durchschnittseinkommen von 30.780 USD, Frauen 20.182 USD. Das Prokopfeinkommen betrug 13.606 USD. 21,0 Prozent der Familien 25,1 Prozent der Bevölkerung lebten unterhalb der Armutsgrenze. Davon waren 33,8 Prozent Kinder oder Jugendliche unter 18 Jahre und 24,9 Prozent waren Menschen über 65 Jahre.

## Orte im Parish
- Benson
- Carmel
- Catuna
- Evelyn
- Frierson
- Funston
- Gloster
- Goss
- Grand Cane
- Holly
- Hunter
- Keatchie
- Kickapoo
- Kingston
- Kolter
- Logansport
- Longstreet
- Lula
- Mansfield
- Naborton
- Oxford
- Pelican
- Rambin
- Slone
- South Mansfield
- Stanley
- Stonewall
- Trenton
- Wemple